# 米哈伊利夫卡-魯貝日夫卡
50°30′1″N 30°8′45″E / 50.50028°N 30.14583°E
米哈伊利夫卡-魯貝日夫卡（羅馬化：Mykhailivka Rubezhivka）是烏克蘭北部基辅州布恰区伊尔平市镇内的村莊。該村始建於1600年，面積3.5平方公里，海拔高度135米，2001年人口3,430。